# Ouges
Ouges är en kommun i departementet Côte-d'Or i regionen Bourgogne-Franche-Comté i östra Frankrike. Kommunen ligger i kantonen Chenôve som tillhör arrondissementet Dijon. År 2022 hade Ouges 1 505 invånare.

## Befolkningsutveckling
Antalet invånare i kommunen Ouges
Referens:INSEE